# Скелліг-Майкл
Скелліг-Майкл (ірл. Sceilig Mhichíl, досл. «скеля архангела Михайла»), також відомий як «Великий Скелліг» — крутий скелястий острів-скеля приблизно за 15 кілометрів на захід від узбережжя графства Керрі, Ірландія. Найбільший з двох Скеллігських островів.

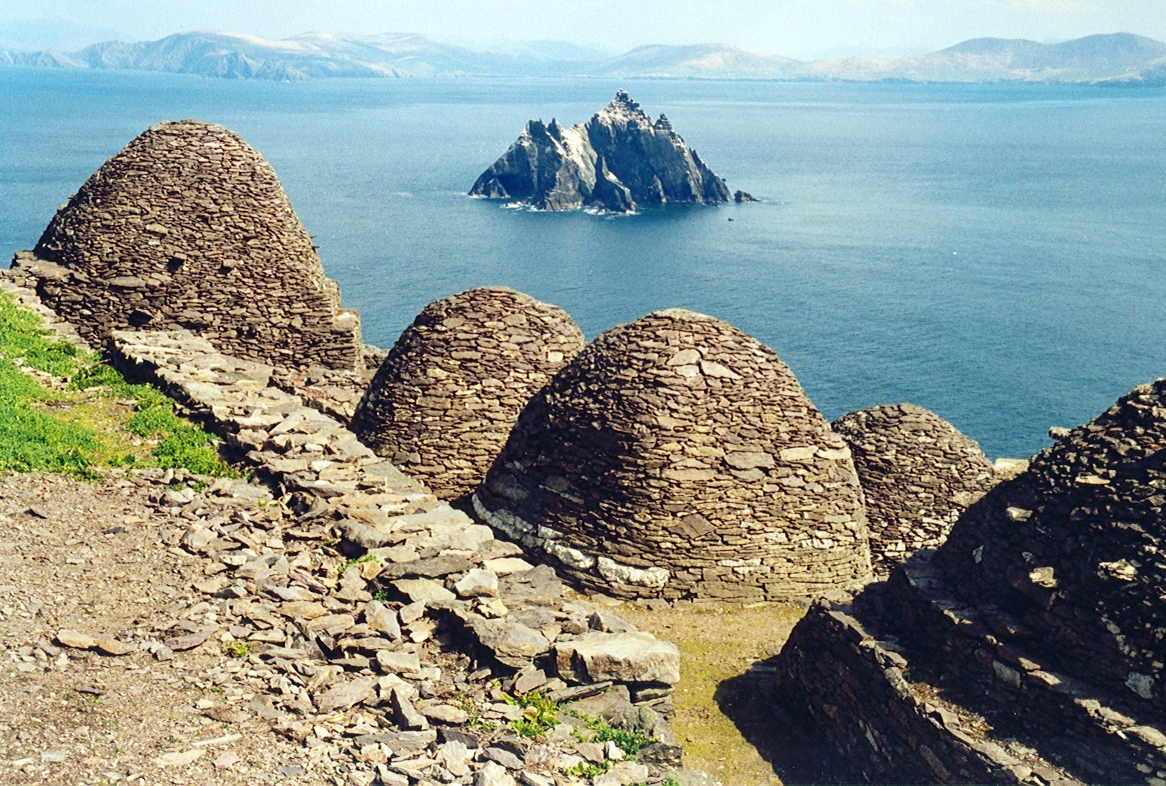
Будівлі монастиру

Наприкінці VI століття на острові утворився монастир, ченці жили в кам'яних келіях. 1996 року монастир було занесено до списку пам'яток Світової спадщини ЮНЕСКО. Це один із найвідоміших і водночас важкодоступних монастирів Європи. Саме завдяки важкодоступності пам'ятка добре збереглася до наших днів.
На острові знімалася остання сцена із фільму «Зоряні війни: Пробудження Сили». Також острів присутній в фільмах « Зоряні війни. Останні джедаї» і Зоряні війни: Скайвокер. Сходження.

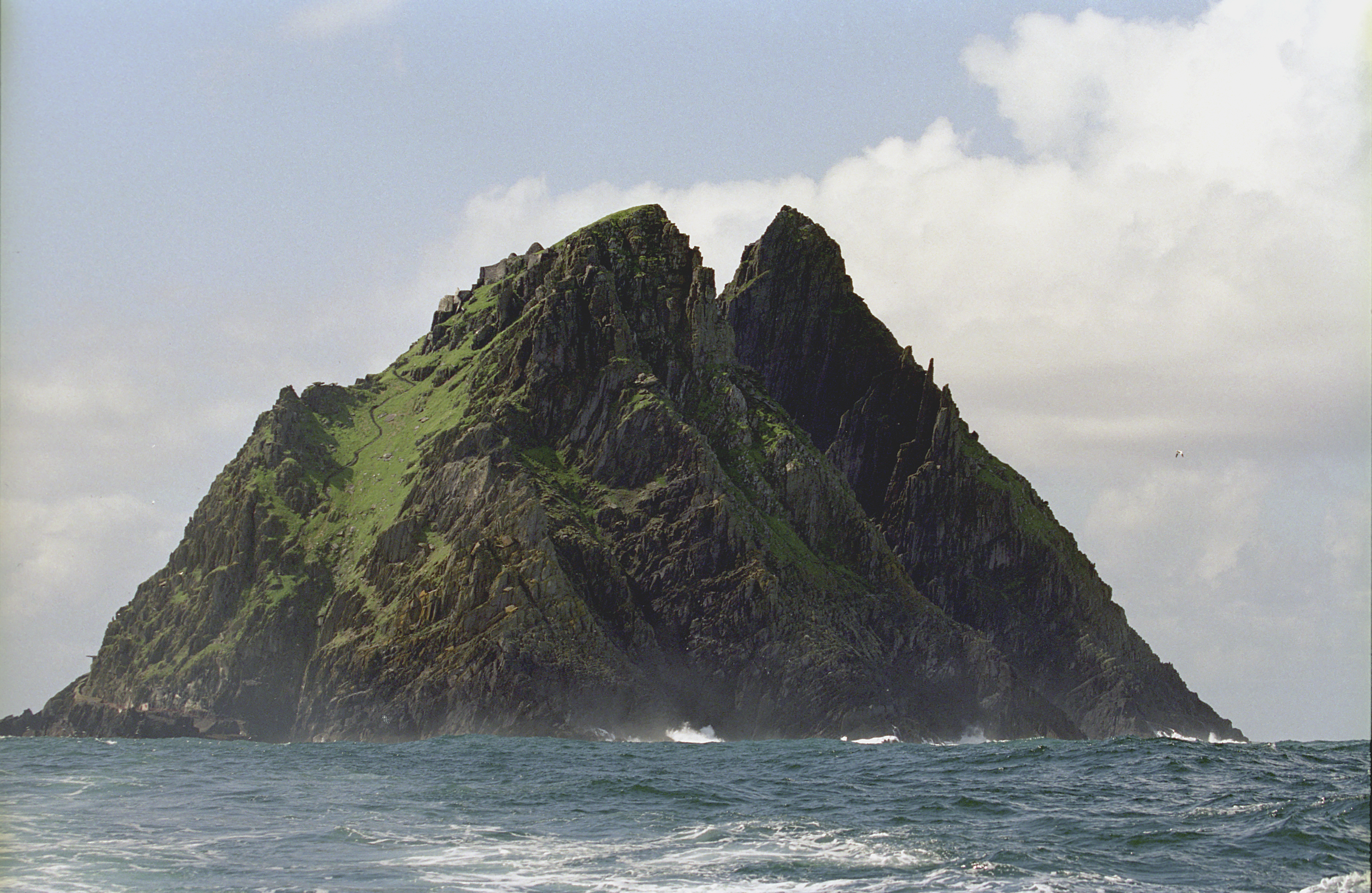
Острів Скелліг-Майкл